# Clermont Foot
Clermont Foot 63 (tiếng Occitan: Clarmont d'Auvèrnhe; thường được gọi là Clermont Foot hoặc đơn giản là Clermont) là một câu lạc bộ bóng đá Pháp có trụ sở tại Clermont-Ferrand, hiện đang chơi tại Ligue 1.
Tiền thân của câu lạc bộ được thành lập vào năm 1911 và câu lạc bộ hiện tại được thành lập vào năm 1990 do kết quả của việc sáp nhập. Câu lạc bộ chơi các trận đấu trên sân nhà tại sân vận động Gabriel Coatsied nằm trong thành phố. Từ năm 2014 đến 2017 Clermont được dẫn dắt bởi Corinne Diacre, người phụ nữ đầu tiên dẫn dắt một trận bóng đá chuyên nghiệp của nam giới.

## Lịch sử
Câu lạc bộ thành lập vào năm 1911 dưới tên Stade Clermontois. Mặc dù có rất ít thành công trong những ngày đầu, họ đã lọt vào bán kết Coupe de France trong mùa giải 1945-46. Tình trạng chuyên nghiệp của họ đã bị hủy bỏ sau mùa giải 1946-47 do khó khăn tài chính. Câu lạc bộ đã trở nên chuyên nghiệp trở lại vào năm 1966. Năm 1984 chứng kiến sự mở rộng, với Stade-Clermontois và AS Montferrand sáp nhập để tạo thành Câu lạc bộ bóng đá Clermont-Ferrand (CFC). Câu lạc bộ bắt đầu thi đấu ở giải hạng ba.
Câu lạc bộ sau đó được đổi tên thành Clermont Foot Auvergne, phải bắt đầu lại ở Division Honneur. Sau 13 năm, Clermont Foot đã được thăng cấp nhiều lần, từ Division Honneur cho đến Ligue 2 năm 1993. Trong suốt 13 năm thành công này, câu lạc bộ đã gặt hái được nhiều thành công ở Coupe de France. Một lần tranh cúp đáng chú ý là vào năm 1997, khi câu lạc bộ Auvergne loại bỏ ba đội chuyên nghiệp, Martigues, Lorient và sau đó là Paris Saint-Germain, trước khi chịu thua Nice.
Câu lạc bộ Ihe đã giành Championnat National năm 2007, được thăng hạng Ligue 2 một lần nữa, sau khi họ đã xuống hạng năm 2006.
Năm 2014, Clermont trở thành đội tuyển nam chuyên nghiệp đầu tiên của Pháp bổ nhiệm một huấn luyện viên nữ khi họ bổ nhiệm Helena Costa. Chưa đầy một tháng sau khi nhận trách nhiệm, Costa từ bỏ vai trò của mình, và được thay thế bởi một người phụ nữ khác, Corinne Diacre.
Mùa giải 2020-21, câu lạc bộ kết thúc với vị trí thứ 2 tại Ligue 2 và có lần đầu tiên trong lịch sử được thăng hạng Ligue 1

## Danh hiệu
- Championat National:

 Vô địch (2):
2002, 2007
- Ligue 2

 Á quân (1):
2020–21

## Cầu thủ

### Đội hình hiện tại
Tính đến ngày 1/2/2024
Ghi chú: Quốc kỳ chỉ đội tuyển quốc gia được xác định rõ trong điều lệ tư cách FIFA. Các cầu thủ có thể giữ hơn một quốc tịch ngoài FIFA.
| Số | VT | Quốc gia | Cầu thủ                            |
| -- | -- | -------- | ---------------------------------- |
| 1  | TM | Sénégal  | Massamba Ndiaye                    |
| 2  | HV | Algérie  | Mehdi Zeffane                      |
| 3  | HV | Brasil   | Neto Borges                        |
| 4  | HV | Pháp     | Chrislain Matsima (mượn từ Monaco) |
| 5  | HV | Bỉ       | Maximiliano Caufriez               |
| 6  | TV | Mali     | Habib Keïta                        |
| 7  | TV | Pháp     | Yohann Magnin                      |
| 8  | TĐ | Pháp     | Bilal Boutobba                     |
| 9  | TĐ | Serbia   | Komnen Andrić                      |
| 10 | TV | Áo       | Muhammed Cham                      |
| 11 | TĐ | Gabon    | Jim Allevinah                      |
| 12 | TV | Pháp     | Maxime Gonalons (đội phó)          |
| 15 | HV | Mali     | Cheick Oumar Konaté                |

| Số | VT | Quốc gia | Cầu thủ                                   |
| -- | -- | -------- | ----------------------------------------- |
| 16 | TM | Pháp     | Théo Borne                                |
| 17 | HV | Pháp     | Andy Pelmard                              |
| 18 | TĐ | Kosovo   | Elbasan Rashani                           |
| 21 | HV | Pháp     | Florent Ogier (đội trưởng)                |
| 22 | HV | Pháp     | Yoël Armougom                             |
| 23 | TĐ | Jamaica  | Shamar Nicholson (mượn từ Spartak Moscow) |
| 25 | TV | Pháp     | Johan Gastien (đội phó thứ 2)             |
| 26 | TĐ | Pháp     | Alan Virginius (mượn từ Lille)            |
| 91 | TĐ | Angola   | Jérémie Bela                              |
| 95 | TĐ | Pháp     | Grejohn Kyei                              |
| 97 | HV | Pháp     | Jérémy Jacquet (mượn từ Rennes)           |
| 99 | TM | Sénégal  | Mory Diaw                                 |